# Pseudocyphellaria prolificans
Pseudocyphellaria prolificans är en lavart som först beskrevs av William Nylander och som fick sitt nu gällande namn av Edvard Vainio. 
Pseudocyphellaria prolificans ingår i släktet Pseudocyphellaria och familjen Lobariaceae. Inga underarter finns listade i Catalogue of Life.